# 独立式洋房

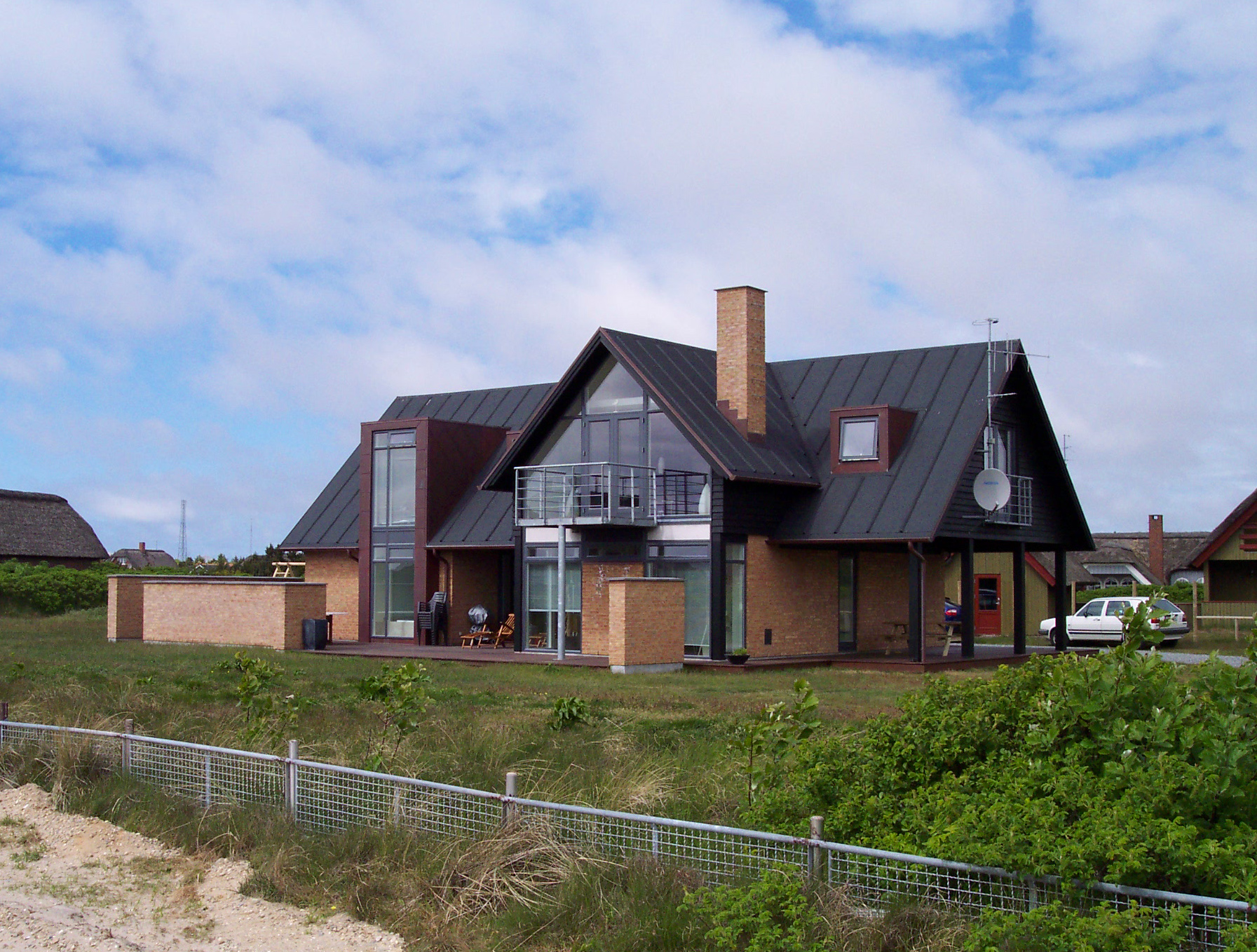
位於丹麦的一個独立式洋房

独立式洋房（英語：single family detached home）是一栋独立的洋房建筑，有时也称为单户住宅，與「多戶住宅」區別。
它是一栋完全由一个家庭占据的建筑物，可以孤立，半独立或附属。从城市的角度来看，它产生了低密度区域，但是除了产生的车辆交通之外，它对环境和服务基础设施的影响也非常重要。

## 历史
今天的独立式洋房的先驱者是古代和文艺复兴时期的别墅建筑。 与此相应，随着中产阶级小家庭的发展，上层中产阶级别墅于19世纪首次创建。独立式洋房的起源一方面源于19世纪上层中产阶级的别墅，具有历史性或古典主义风格，另一方面源于世纪之交英国埃比尼泽·霍华德（Ebenezer Howard）的花园城市运动的影响。

## 优点和缺点

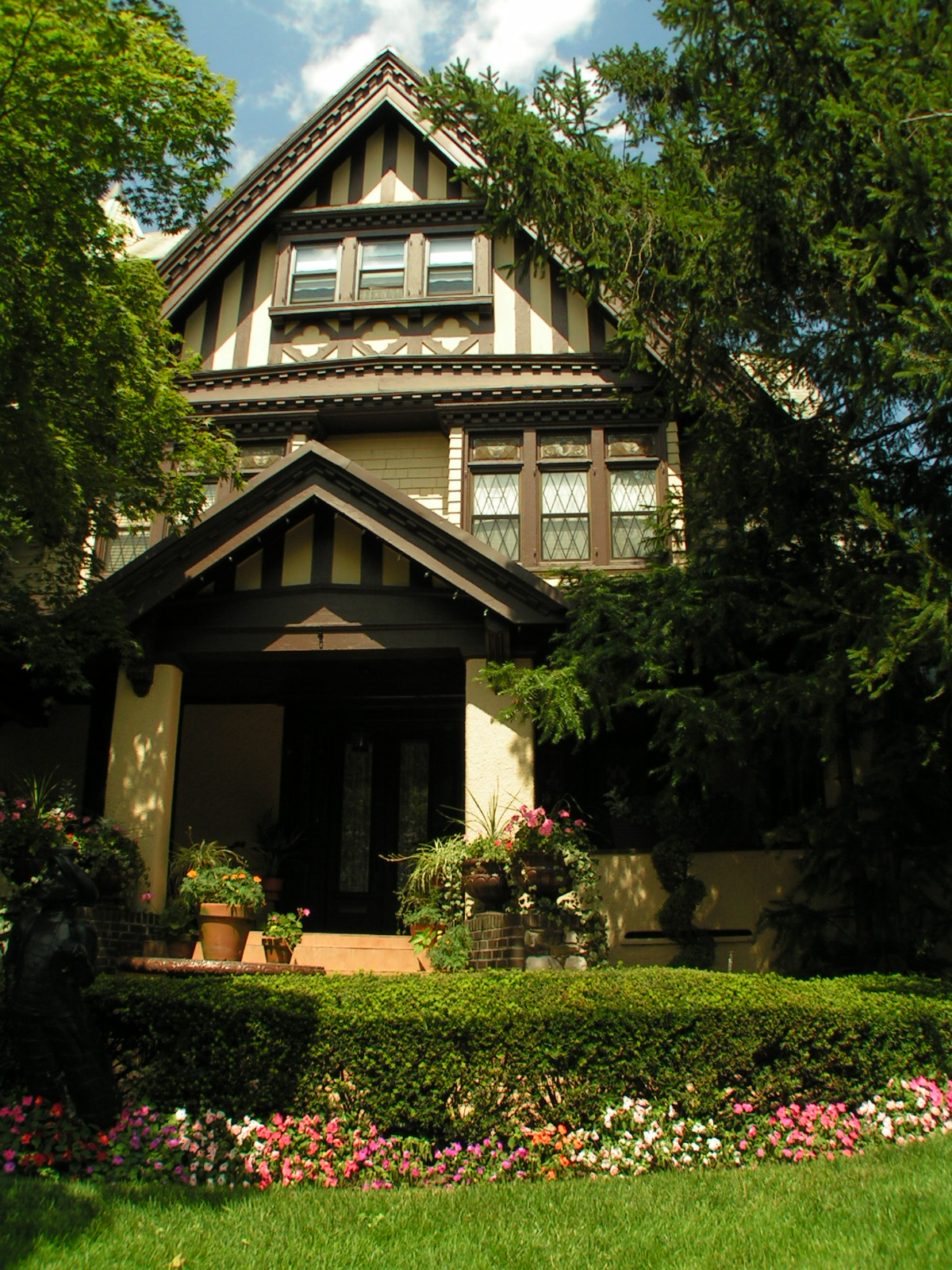
纽约布鲁克林Dyker Heights的Saitta House建于1899年，是一戶建。

### 优点
1. 建造成本：独立式洋房一般只有一到四层，不需要挖掘较深的地基，同时由于是低层结构，可以用木材、强化纸板、塑料等材料建造，减少对水泥和钢材的依赖，而这两种建材在很多国家是十分昂贵的，而且其生产过程会污染环境。
2. 丰富多样的外观：由于大部分独立式住宅只有一户家庭居住，家庭可以根据自己的喜好对房屋外部进行变更，比如色彩和装饰构件等。如果是购买土地自己建造的独立式洋房，则可以根据自己的喜好选择外观样式和风格。
3. 隐私性好：由于一般的独立式洋房都有院落，因此可以拥有属于自己的室外活动空间。同时由于不会有其他家庭居住于其上下楼层，因而不会出现噪音扰民问题。
4. 减少对当地交通的负荷：一般的独立式洋房社区是低密度社区，这意味着每单位面积上的人口容量少，对基础设施和交通的使用量也较少，所以这种社区不需要太宽的道路就能减缓堵车问题。
5. 有扩张潜力：建筑物周围的整个空间对所有者和家庭来说是私有的，并且在大多数情况下（取决于国家/联邦，州/省和地方法律），如果需要更多房间，则可以在现有房屋上增加空间。
6. 一些国家建设较早的独立式洋房社区没有小区的概念，因此内部道路都是与公共道路联通的，所以他们通常也没有物业管理费，例如与共管公寓和联排别墅有关的费用。这些通常被认为是优势。

由于独立式洋房通常建在土地更丰富的地方，因此每平方英尺具有明显的成本优势（尽管这取决于许多因素，例如房屋存量和土地供应量）。这主要是由于建造房屋的土地成本较低。

### 缺点
1. 维护成本高：独立式洋房一般只属于一个家庭，对于住户，房屋内外立面、院落、车道等都有维护成本，这些维护成本完全被转嫁给唯一的住户，所以维护成本高于单个公寓类型的住宅单元。
2. 浪费土地：由于独立式洋房社区容积率很低，因此建设同样户数的社区需要比公寓社区大的多的土地，在一些国家比如日本会导致农业用地受到侵蚀。因此一些国家比如中国对独立式洋房的建设有严格限制，甚至于完全禁止。
3. 降低公共交通等方面的效率：由于这类社区人口密度很低，单个公共交通线路和单个站点无法覆盖大量人口，公交系统的运营亏损问题无法解决。美国就是典型例证，因为绝大部分社区住房类型是独立或半独立式洋房而且人口密度低，美国城市的公共交通系统远比亚洲和欧洲落后，只有纽约的曼哈顿能够支持公共交通，其他地区的公交系统则不得不依靠政府补贴运营。因为居住密度低，集中供暖可行性很低，每户住宅不得不依靠中央空调取暖，而向上下方向的能源损耗也导致了加热效率过低，能耗远高于公寓住宅。
4. 资源浪费：相对于公寓，独立式洋房社区基本上每一户都需要单独的屋顶结构，而这意味着屋顶材料的消耗远大于同样户数的公寓楼。
5. 间接造成城市空心化：早期城市因为科技水平的限制，人们的出行范围受限，因此市区为了容纳更多人口建设了大量公寓，这种公寓空间和居住舒适度远比独立式洋房差，因此当科技水平提高、汽车普及后大批居民搬出市中心去寻找居住舒适度更高的独栋房，市中心人口大量流失并导致商业大量倒闭或撤离，税基收缩，城市的治安维护能力下降，导致犯罪率高企，这种情况在美国十分普遍，也就是郊区化。

但是，单户住宅也可以与封闭式社区相关联，特别是在发展中国家的城市（例如，阿尔法维尔，圣保罗）。美国一些地区的新建独立式洋房住宅社区也是封闭式的，不过一般是高档社区或者处于治安极差地区的社区才会采用这种形式。

## 分离房屋类型
房屋类型包括：
- 平房，一间小房屋，通常有四个主要房间，中央走廊的两侧各有两个。
- 别墅（Villa），起源于罗马时代，用于指可能会在该国撤退的一所大房子。 在19世纪末和20世纪初，别墅提出了一个宽敞的独立式舒适大小的房子，通常在郊区找到，別墅常常以豪華作賣弄，稱為「豪宅」。
- 宅第，是一个非常大的大宅，通常与非常多的财富或贵族有关，通常在一个很大的土地或房地产上有多个楼层。

### 美国
美国的住房形式主要是独栋住房。据统计美国的住宅单元中有83%是独栋房屋。
美国的独栋别墅一般称为Single Family House，种类十分复杂:
American Foursquare，又称美式四方屋，房屋布局一般是两层完整楼层外加地下室和阁楼。房屋楼层布局是简单明了的矩形，一楼通常是公共空间，如厨房，餐厅，客厅等，二楼则是卧室和卫生间。这种住房至少有2个卧室，有时候能达到6个卧室和2-3个卫生间。此类住房形式常见于1900-1940年间建造的住房，建筑风格上偏向于草原学派，外部装饰较少，简洁干净。
Craftsman，又称工匠屋，房租布局通常是两层，但二楼比一楼小很多，且二楼房间有不少是非完整房间，被房顶斜角切割。这种房屋风格流行于1910年以后，现在也很常见。建筑的结构复杂，但装饰物简洁，往往只使用木板或塑料板做外墙装饰。
Bungalow，又称简易屋，但类似于Carftsman，结构较复杂，装饰偏向于草原学派，二楼比一楼空间小，且大部分二楼房间不完整。常见于1910-1940年间，但近年也有新建。一般有2个卧室，但大的可以有4-5个卧室。一楼是公共空间，但也可以有卧室。
Georgian，也称Colonial，常见于18世纪末到19世纪下半叶，建筑风格仿照英国乔治时代的住房，一般是两层，阁楼空间宽敞所以也常被用于生活空间。房顶像谷仓，至少有一个壁炉。较大户型可以有6个卧室，但一般有3-4个。一般以砖结构为主，木质结构罕见。
Victoria，称为维多利亚风格住房，常见于19世纪中期到20世纪初。建筑风格仿照英国维多利亚女王时代的住房，特点是内外装饰十分华丽和复杂。建筑结构以木质为主。

### 日本

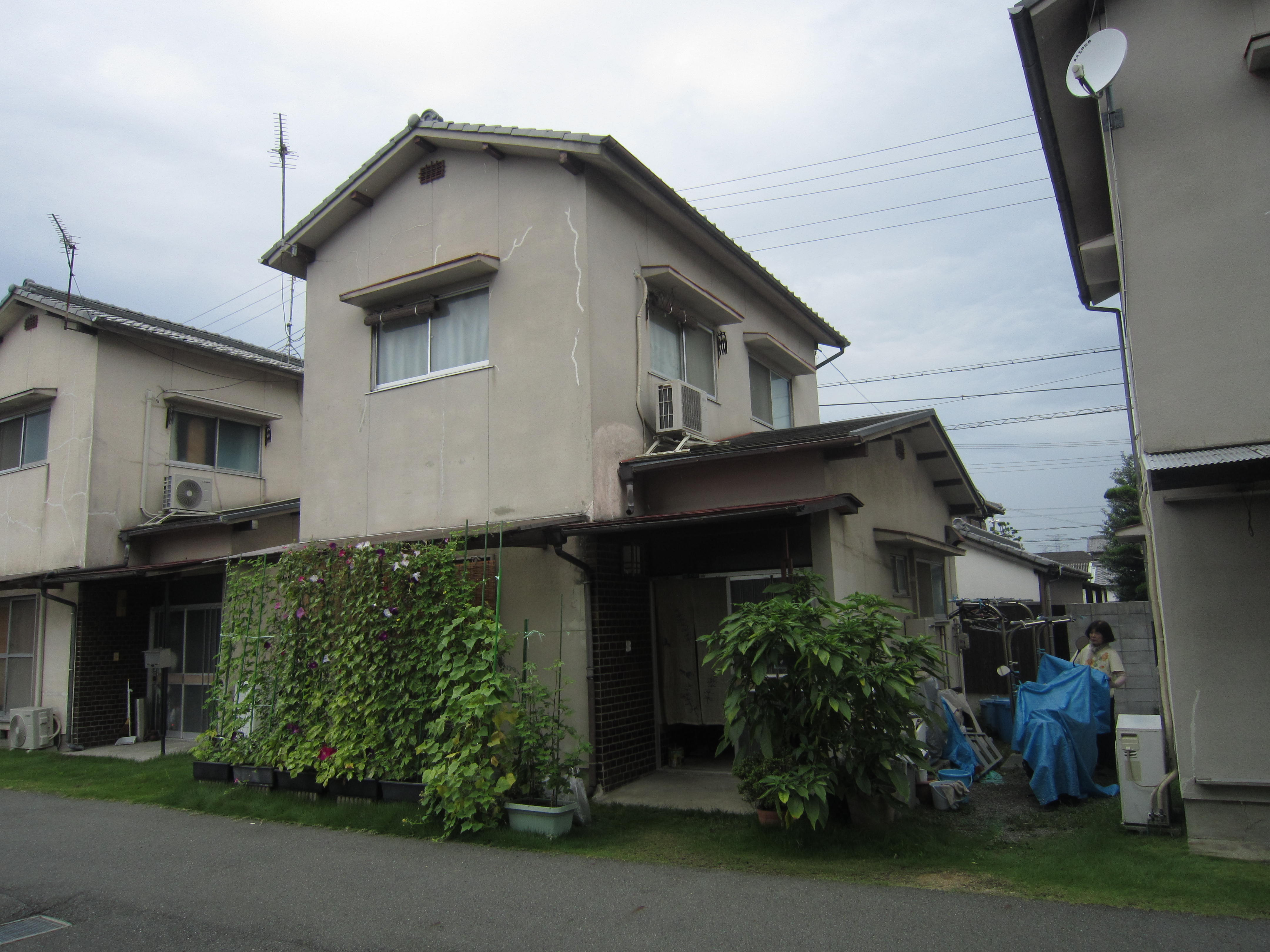
日本市郊典型的「一戶建」住宅

日本将独栋住宅称为「一户建」（日语：／ ikkodate */?），常见于都市中心部以外的住房区域。除了少数仿造西方风格的房屋外，日本的一户建以木结构为主，抗震性能优良。受限于日本地狭人稠的居住特点，日本的一户建并不像美国那样有大花园或院子，而且总面积普遍偏小，一般是80－140平公尺。户型一般是两居室或三居室。
由于建造简便和材料的性质，日本的一户建房龄大多不会超过40年，所以更新换代快。日本的一户建以传统风格为主，但近年来現代建築風格的住房受到更多年轻人欢迎。但无论是传统或现代，日本的一户建往往都是内部都有新旧结合，既有传统的和室，也有西方式的洋室。和美国类似，日本的一户建每间卧室都有储物间，称为物入（储物间）或押入（放被褥的储物间）。